# Биг Тайм Раш
«Биг Тайм Раш» (англ. Big Time Rush), или «Вперед — к успеху!», — американский комедийный сериал телеканала Nickelodeon. Сериал о четверых друзьях из штата Миннесоты, приглашённых в Лос-Анджелес. Парни мечтают стать знаменитыми музыкантами.

## Производство
Сериал создал Скотт Фэллоус, ранее создавший и спродюсировавший Ned’s Declassified School Survival Guide. Фэллоус сообщил, что на создание сериала его вдохновил музыкальный комедийный телесериал «The Monkees» — популярный и имеющий культурное значение американский телесериал 1960-х годов о группе из четырёх молодых мужчин, создавших рок-группу и исполняющих песни. Несмотря на то, что идея сериала возникла в 2007 году, у сериала не было фактического названия до конца августа 2009 года.

### Кастинг
Общенациональный кастинг начался в 2007 году. Более 1500 подростков и юношей пробовались на четыре главные роли. Первыми присоединились к актёрскому составу сериала Джеймс Маслоу и Логан Хендерсон. Последним утвердили Кендалла Шмидта. Изначально на роль Кендалла Найта предполагался актёр Курт Хансен, но он был старше, чем другие и продюсеры предложили ему роль Дака Зевона. Шмидта утвердили на роль по рекомендации Логана Хендерсона с которым тот дружил ещё до кастинга. Съёмки сериала начались в августе 2009 года. Актёр Карлос Пена ранее уже работал со Скоттом Фэллоусом на проекте «Ned’s Declassified School Survival Guide». Так как он поступил в Бостонскую консерваторию, Пена не хотел проходить прослушивание, но по рекомендации своего менеджера отправил его на кассете. Исполнительный продюсер Скотт Фэллоус писал каждого персонажа специально для актёра, исполняющего его.
Вместе с Пена ещё пятеро актёров ранее работали со Скоттом Фэллоусом: Спенсер Лок, Карли Кейси, Даран Норрис, Адам Конвей (в основном составе актёров сериала) и Джеймс Арнольд Тейлор (в качестве приглашённой звезды).

### Музыка
Big Time Rush — американский бойз-бэнд, который сформировался в Лос-Анджелесе, штат Калифорния в 2009 году. Члены группы — Кендалл Шмидт, Джеймс Маслоу, Логан Хендерсон и Карлос Пена. Свой дебютный альбом «B.T.R.» группа выпустила в октябре 2010 года. CD сразу поднялся до 3-го места в Billboard 200 и за год стал золотым. Второй студийный альбом был выпущен 21 ноября 2011 года. В 2009 году группа подписала контракт с телесериалом «Вперёд — к успеху». Их дебютный сингл «Big Time Rush» был выпущен 29 ноября 2009 года. Песня «Big Time Rush» прозвучала также в часовом превью сериала и стала его «открывающей» музыкальной темой. Там же в сериале со временем дебютировали песни «City is Ours», «Any Kind of Guy».

## В ролях

### В главных ролях
| Персонаж                  | Исполняющий роль                                           | Сезон 1 | Сезон 2 | Сезон 3 | Сезон 4 | Первое появление              |
| ------------------------- | ---------------------------------------------------------- | ------- | ------- | ------- | ------- | ----------------------------- |
| Кендалл Найт              | Кендалл Шмидт                                              | 20      | 29      | 12      | 13      | «Вперёд — на прослушивание»   |
| Карлос Гарсия             | Карлос Пена                                                | 20      | 29      | 12      | 13      | «Вперёд — на прослушивание»   |
| Джеймс Даймонд            | Джеймс Маслоу                                              | 20      | 29      | 12      | 13      | «Вперёд — на прослушивание»   |
| Логан «Гортензий» Митчелл | Логан Хендерсон                                            | 20      | 29      | 12      | 13      | «Вперёд — на прослушивание»   |
| Густаво Рок               | Стивен Крамер Гликман                                      | 20      | 28      | 12      | 13      | «Вперёд — на прослушивание»   |
| Кэти Найт                 | Киара Браво                                                | 19      | 29      | 12      | 13      | «Вперёд — на прослушивание»   |
| Келли Уэйнрайт            | Таня Чисхольм                                              | 19      | 28      | 12      | 13      | «Вперёд — на прослушивание»   |
| Миссис Дженнифер Найт     | Чаллен Кейтс                                               | 16      | 20      | 7       | 11      | «Вперёд — на прослушивание»   |
| Артур Гриффин             | Мэтт Рейди                                                 | 11      | 13      | 5       | 7       | «Вперёд — на прослушивание»   |
| Камилла Робертс           | Эрин Сандерс                                               | 13      | 18      | 7       | 8       | «Вперёд — на прослушивание»   |
| Люси Стоун                | Малис Джау                                                 | 0       | 3       | 4       | 7       | «Вперёд — к рокеру»           |
| Джо Тейлор                | Кейтлин Тарвер                                             | 9       | 12      | 6       | 8       | «Вперёд — к балладе»          |
| Реджинальд Биттерс        | Дэвид Энтони Хиггинс                                       | 14      | 18      | 5       | 5       | «Вперёд — в школу Рока»       |
| Тайлер                    | Такер Албриззи                                             | 7       | 2       | 0       | 0       | «Вперёд — на прослушивание»   |
| Мама Тайлера              | Алисса Престон                                             | 3       | 1       | 0       | 0       | «Вперёд — на прослушивание»   |
| Парень с гитарой          | Барнетт О’Хара                                             | 8       | 8       | 0       | 0       | «Вперёд — на прослушивание»   |
| Будда Боб                 | Даран Норрис                                               | 5       | 9       | 5       | 10      | «Вперёд — к бунтарю»          |
| Мисс Коллинз              | Тара Стронг                                                | 2       | 2       | 0       | 0       | «Вперёд — в школу Рока»       |
| Дженнифер                 | Дениза Тонц, Спенсер Лок/Келли Госс, Саванна Джейд         | 9       | 10      | 4       | 2       | «Вперёд — на прослушивание»   |
| Мерседес Грифин           | Карли Кейси                                                | 2       | 0       | 0       | 0       | «Вперёд — на запись демо»     |
| Рэйчел                    | Рэйчел Дипилло                                             | 3       | 0       | 0       | 0       | «Вперёд — к балладе»          |
| Стефани Кинг              | Тристин Мэйс                                               | 2       | 0       | 0       | 0       | «Вперёд — к призраку»         |
| Маркос                    | Карлос Алазраки                                            | 2       | 0       | 1       | 0       | «Вперёд — на фотосессию»      |
| Хоук                      | Фил Ламарр                                                 | 2       | 1       | 0       | 0       | «Вперёд — к Джордан Спаркс»   |
| Фудзисаки                 | Кодзи Катаока                                              | 2       | 0       | 0       | 0       | «Вперёд — в отель»            |
| Оззи Кларк                | Стефан ван Рэй                                             | 0       | 1       | 0       | 0       | «Вперёд — к зелёному проекту» |
| Дак Зевон                 | Курт Хансен                                                | 2       | 0       | 0       | 0       | «Вперёд — на фотосессию»      |
| Эд Бегли-младший          | Самого себя                                                | 1       | 1       | 0       | 0       | «Вперёд — на концерт»         |
| Джетт Стетсон             | Дэвид Кейд                                                 | 0       | 5       | 3       | 4       | «Вперёд — домой»              |
| Товарняк                  | Стивен Кейс                                                | 5       | 1       | 0       | 0       | «Вперёд — к балладе»          |
| Роберта                   | Рэйчел Куинтанс                                            | 5       | 0       | 1       | 0       | «Вперёд — на прослушивание»   |
| Доктор Голливуд           | Лоренцо Ламас                                              | 1       | 1       | 0       | 2       | «Вперёд — к балладе»          |
| Тед Гарсия                | Самого себя                                                | 6       | 1       | 0       | 0       | «Вперёд — на прослушивание»   |
| Мистер Икс                | Фред Таллаксен                                             | 5       | 1       | 0       | 0       | «Вперёд — на прослушивание»   |
| Группа                    | Адам Конвей, Морис Уитфилд, Аарон М. Кан, Шарлин де Гузман | 1       | 8       | 0       | 0       | «Вперёд — к призраку»         |
| Обдул                     | Обдул Рид                                                  | 11      | 12      | 2       | 3       | «Вперёд — на прослушивание»   |
| водитель Джо              | Майк Карлуччи                                              | 0       | 3       | 0       | 0       | «Вперёд — к подружкам»        |
| Дженни Тинклер            | Сэмми Джей Рен                                             | 1       | 1       | 0       | 0       | «Вперёд — на прослушивание»   |

## Сюжет
Главные герои — четыре лучших друга, 16-летние подростки из Миннесоты: Кендалл, Джеймс, Логан и Карлос (мечтавшие стать хоккеистами). И неожиданно им выпадает шанс стать музыкантами. Их приглашают в Лос-Анджелес, в городок юных талантов, где киностудии и студии звукозаписи временно селят одаренных молодых ребят, потенциальных кинозвезд и будущих «королей рока». Это история об обычных подростках, оказавшихся в необычной ситуации. История о настоящей дружбе, о тяжелой работе на пути к успеху, о победах и поражениях — и об исполнении самой заветной мечты.

## Эпизоды
| Сезон | Сезон | Эпизоды | Оригинальная дата показа | Оригинальная дата показа |
| Сезон | Сезон | Эпизоды | Премьера сезона          | Финал сезона             |
| ----- | ----- | ------- | ------------------------ | ------------------------ |
|       | 1     | 20      | 28 ноября 2009           | 20 августа 2010          |
|       | 2     | 29      | 25 сентября 2010         | 28 января 2012           |
|       | Фильм | Фильм   | 10 марта 2012            | 10 марта 2012            |
|       | 3     | 12      | 12 мая 2012              | 10 ноября 2012           |
|       | 4     | 13      | 2 мая 2013               | 25 июля 2013             |

## Фильм
10 марта 2012 года в США состоялась премьера комедийного фильма про ребят из «Биг Тайм Раш», которые в рамках своего первого мирового турне едут на гастроли в Лондон.

## Приём критиков
Сериал получил смешанные отзывы.
 Роб Оуэн из «Pittsburgh Post-Gazette» заявил, что сериал стал ответом телеканала Nickelodeon телеканалу Disney, выпустившими сериал «Jonas Brothers», попыткой представить «Jonas Brothers» в стиле поп-группы.
 Роджер Кэтлин из «Hartford Courant» заявил, что сериал «не так хорош», с его слабым попом и несмешными событиями".
 Дениз Мартин из «Boston Globe» заявил, что сериал «один из примеров в растущем списке детских телешоу, реализующих детские фантазии о шоу-бизнесе. В настоящее время этот жанр сильнее чем всегда и более зациклен на привилегиях гламурной жизни Голливуда.»

## Вероятный будущий фильм
В июле 2025 года Джеймс Маслоу сообщил, что второй фильм Биг Тайм Раш находится в разработке для Paramount+. Он сказал, что у группы уже есть готовый сценарий, которым они "очень довольны", и они ведут переговоры со студией. Однако он предупредил, что "нет обещаний или гарантий", что фильм будет официально одобрен. И он будет отличаться от оригинального сериала.

## Награды и номинации
| Год  | Премия                              | Категория                                                        | Получатель                                                                         | Результат |
| ---- | ----------------------------------- | ---------------------------------------------------------------- | ---------------------------------------------------------------------------------- | --------- |
| 2010 | 2010 Australian Kids' Choice Awards | Любимые телезвёзды                                               | Вперёд — к успеху                                                                  | Номинация |
| 2010 | Casting Society of America          | Выдающиеся достижения в подборе актёров — Детский сериал         | Тара-Энн Джонсон Кэрол Голдвассер Шарон Чэзин Либлеин Говард Мельцер Джералин Флад | Номинация |
| 2011 | 2011 Kids’ Choice Awards            | Любимое телешоу                                                  | Вперёд — к успеху                                                                  | Номинация |
| 2011 | 2011 UK Kids' Choice Awards         | Любимое шоу                                                      | Вперёд — к успеху                                                                  | Номинация |
| 2011 | 2011 Australian Kids' Choice Awards | Любимые телезвёзды                                               | Вперёд — к успеху                                                                  | Номинация |
| 2011 | Молодой актёр                       | Лучшее исполнение в сериале — Приглашённый молодой актёр (18-21) | Томас Касп                                                                         | Номинация |
| 2011 | Молодой актёр                       | Лучшее исполнение в сериале — Молодой актёр (10 лет и старше)    | Такер Албриззи                                                                     | Номинация |
| 2011 | Молодой актёр                       | Лучшее исполнение в сериале — Молодая актриса (17-21)            | Эрин Сандерс                                                                       | Номинация |
| 2011 | Youth Rocks Awards                  | Актёрский рок-ансамбль (ТВ-комедия)                              | Вперёд — к успеху                                                                  | Номинация |
| 2011 | Kids' Choice Awards Mexico          | Любимое международное шоу                                        | Вперёд — к успеху                                                                  | Победа    |
| 2011 | Kids' Choice Awards Argentina 2011  | Любимое международное ТВ шоу                                     | Вперёд — к успеху                                                                  | Номинация |
| 2011 | Meus Prêmios Nick Brazil            | Любимое ТВ шоу                                                   | Вперёд — к успеху                                                                  | Номинация |
| 2012 | Молодой актёр                       | Лучшее исполнение в сериале — Молодая актриса второго плана      | Кьяра Браво                                                                        | Номинация |
| 2012 | Молодой актёр                       | Лучшее исполнение в сериале — Молодой актёр (10 лет и старше)    | Такер Албриззи                                                                     | Номинация |
| 2012 | Молодой актёр                       | Лучшее исполнение в сериале — Молодая актриса (17-21)            | Эрин Сандерс                                                                       | Победа    |
| 2012 | Kids' Choice Awards Mexico          | Любимое международное шоу                                        | Вперёд — к успеху                                                                  | Номинация |
| 2012 | Kids' Choice Awards Argentina       | Любимое международное ТВ шоу                                     | Вперёд — к успеху                                                                  | Номинация |
| 2012 | TV Grama Awards                     | International Pop Series                                         | Вперёд — к успеху                                                                  | Номинация |
| 2012 | Hollywood Teen TV Awards            | Любимый телеактёр                                                | Кендалл Шмидт                                                                      | Номинация |
| 2013 | Kids’ Choice Awards (2013)          | Любимый телеактёр                                                | Карлос Пена                                                                        | Номинация |
| 2013 | Kids Choice Awards México 2013      | Любимое международное ТВ шоу                                     | Вперёд — к успеху                                                                  | Номинация |
| 2013 | Kids Choice Awards Argentina        | Любимая международная программа                                  | Вперёд — к успеху                                                                  | Победа    |